# Achille Bassilekin III
Achille Bassilekin III, né le 20 mars 1969 à Yaoundé, est un homme politique camerounais. Il est ministre des Petites et Moyennes Entreprises, de l’Économie Sociale et de l’Artisanat depuis le 4 janvier 2019.

## Situation personnelle

### Famille
Achille Bassilekin III est marié et père de deux enfants.

### Formation
Il est diplômé de l’Institut des relations internationales du Cameroun, où il a obtenu une maîtrise ainsi qu’un doctorat en relations internationales. Il est également titulaire d’un master en commerce international de l’Institut d’études internationales de l’Université Complutense de Madrid.
Il est lauréat de plusieurs institutions académiques internationales: 
- l’École diplomatique de Madrid ;
- l’Institut diplomatique de Beijing (Chine) ;
- l’Institut international des droits de l’homme de Strasbourg (France) ;
- l’Institut international d’administration publique de Paris ;
- l’Institut universitaire de hautes études internationales de Genève.

Il parle couramment français, espagnol, anglais et a des notions de langue allemande (Z-DAF). Par ailleurs il est l'auteur de plusieurs articles et documents de recherche sur les relations internationales et le commerce international en particulier.

## Carrière

### Au sein du ministère des relations extérieures
Entre 1993 et 1997, il est secrétaire des affaires étrangères à la direction des Nations Unies et la Coopération multilatérale. Pendant ces années, il contribue au renforcement des liens de coopération entre les collectivités territoriales camerounaises et les collectivités territoriales étrangères. Il soutient ainsi des initiatives de jumelage et facilite l'essor de la coopération non gouvernementale camerounaise.
De 1997 à 2001, il exerce les fonctions de chef de service à la direction des affaires d'Asie et du pacifique. Dans ce cadre, il travaillera sur des dossiers des relations bilatérales avec la Chine ainsi que la préparation de la participation du Cameroun au premier sommet Chine-Afrique de Beijing.

### Au sein du groupe ACP
En 2001, il rejoint le secrétariat général du groupe des Pays d'Afrique, Caraïbes et Pacifique ( Groupe ACP) et est nommé Conseiller économique auprès de la Mission Permanente du groupe ACP à Genève auprès de l'organisation mondiale du commerce (OMC), de l'ONU et des autres organisations internationales. Puis il devient Adjoint au chef de cette mission permanente entre 2008 et 2010. Son activité quotidienne tournera principalement autour des négociations du cycle de Doha de l'OMC.
En janvier 2010, il est nommé Secrétaire général adjoint du Groupe des Etats d'Afrique, des Caraïbes et du Pacifiques (Groupe ACP) et chef du département du développement économique durable et du commerce. Aussi dans le cadre de ces fonctions, il va préparer la position des 79 États membres du groupe ACP sur les négociations des accords de partenariat économique avec l'Union européenne.
Les protocoles des produits de base ACP (sucres, cacao, coton, pêche, etc.) ainsi que d'autres dossiers tels que les changements climatiques, l'industrialisation, le développement du secteur privé et les investissements constitueront les champs de son action quotidienne.
Au sein du secrétariat ACP, il a piloté l'extension des bureaux régionaux du centre du développement de l'entreprise, notamment l'ouverture du bureau régional de l'Afrique Centrale à Yaoundé, tout comme le plaidoyer pour l'établissement du Bureau régional de la Banque Européenne d'investissement pour l'Afrique Centrale. Il a également contribué à la réflexion sur l'avenir du groupe ACP dans la perspective de la fin de l'accord de Cotonou, et de l'avènement de l'organisation des États ACP.
En 2014 il est désigné chef du département de l'administration, des finances et des ressources humaines cumulativement avec ses fonctions de chef de département du développement économique durable et du commerce.

### Au sein du gouvernement
En 2015, Achille Bassilekin III est nommé Secrétaire général du ministère du commerce du Cameroun jusqu'en juin 2018, date à laquelle il est nommé Secrétaire général du ministère des relations extérieures.
Le 4 janvier 2019, il est nommé ministre des petites et moyennes entreprise, de l'économie sociale et de l'artisanat,,.

## Décorations et distinctions
- Chevalier de l’Ordre National de la Valeur du Cameroun

## Ouvrages et publications
- Achille Bassilekin, Stratégie   d'exportation   du   Cameroun   et   cartographie   d'accès   au   marché   de l'Union   Européenne, Maison ACP, Bruxelles, 20-21 Février 2018 ; (communication   présentée   à   l'Atelier   TradeComII   sur   le : Partage de bonnes pratiques sur le commerce et les investissements);
- Achille Bassilekin, Impact de la diplomatie commerciale sur l'émergence du Cameroun, Paris, l'Harmattan, 348 pages, janvier 2018 ; (contribution à l'ouvrage : Une diplomatie au service de l'émergence du Cameroun);
- Achille Bassilekin, Africa and Global Trade issues, Cape Town, South Africa, 22-24 October 2017 ; (Paper presented at the meeting of the Informal Group of Commonwealth African Trade Negotiators);
- Achille Bassilekin, Diplomatie et intelligence économique : pertinence et exigence de l'arrimage de la diplomatie camerounaise, Yaoundé, MINREX, octobre 2016 ; (Communication présentée au Colloque sur l'intelligence économique dans les relations internationales);
- Achille Bassilekin, La coopération ACP-UE et la santé mondiale: un partenariat pour le développement humain, Paris, édition SciencePo Les Presses, 482 pages, juin 2016[5],[6],[7] ; (contribution à l'ouvrage collectif sur la santé mondiale: enjeu stratégique , jeux diplomatiques sous la direction de Dominique Kerouedan et Joseph Brunet-Jailly);
- BASSILEKIN Achille, Quid d'une charte Africaine sur les ressources naturelle ? (Article publié dans le magazine Notre Afrik), Bruxelle, juin 2014;
- BASSILEKIN Achille, APE CAMEROUN - COMMUNAUTE EUROPEENNE : le pragmatisme Européen à la rencontre d'une ambition stratégique camerounaise, (un Essai d'analyse, Génève 2009;
- Quelle Place pour l'Afrique dans la Nouvelle Phase de la Mondialisation ? Amand'la, Mai 2008; Cameroon Tribune du 24 Juin 2008 ;
- UNCTAD XII Responses to the Globalisation for Developement, ACP Non Resident Trade Brief, Year 2008, April-May 2008, N°2, Geneva ;
- Les liens entre les récents développements à l'OMC et le Partenariat Cameroun-Union Européenne, Analyse, Yaoundé, Juillet 2007 ;
- « Les retombées de la Conférence ministérielle de l'OMC de Hong Kong sur l’économie camerounaise » (IIè partie), Enjeux, N° 27, Avril-Juin 2006, pages 51 et 52
- Le Projet d'Accord Cadre de l'OMC de Juillet 2004: une injection parcellaire des préoccupations de l'Afrique, Essai d'Analyse, Genève, Juillet 2004 ;
- « Cancun : l’impossible consensus », Cameroon-Tribune N° 7953, 29è année, du 15 Octobre 2003 ;
- « La coopération intercommunale internationale face aux défis des nouvelles technologies de l’information et de la communication : quelles perspectives ? » Communication présentée lors du Forum de l’Association des Maires du Cameroun, Mont-Fébé, Yaoundé, Mai 2000 ;
- « Le Développement de l’Afrique : la nécessaire 3è Voie », Cahiers du CRED, Mars 1993 ;